# Volta a Suïssa 1939
La Volta a Suïssa 1939 és la 7a edició de la Volta a Suïssa. Aquesta edició es disputà del 5 al 12 d'agost de 1939, amb un recorregut de 1.724,8 km distribuïts en 8 etapes. L'inici i final de la cursa fou a Zúric. El vencedor final fou el suís Robert Zimmermann, seguit pel també suís Max Bolliger i el Luxemburguès Christoph Didier. Enrico Mollo guanyà la classificació de la muntanya, mentre Suïssa fou el millor equip.

## Etapes
| Etapa | Data       | Recorregut         | Km    | Vencedor d'etapa        | Líder de la general     |
| ----- | ---------- | ------------------ | ----- | ----------------------- | ----------------------- |
| 1ª    | 5 d'agost  | Zúric - Grenchen   | 219,6 | Constant Lauwers (BEL)  | Constant Lauwers (BEL)  |
| 2ª    | 6 d'agost  | Grenchen - Murten  | 194,5 | Edgar Buchwalder (SUI)  | Edgar Buchwalder (SUI)  |
| 3ª    | 7 d'agost  | Murten - Sierre    | 191,9 | Robert Lang (SUI)       | Christophe Didier (LUX) |
| 4ª    | 8 d'agost  | Sierre - Thun      | 174,1 | Robert Zimmermann (SUI) | Josef Wagner (SUI)      |
| 5ª    | 9 d'agost  | Thun - Lucerna     | 208,0 | Robert Zimmermann (SUI) | Christophe Didier (LUX) |
| 6ª    | 10 d'agost | Lucerna - Lugano   | 205,4 | Joseph Somers (BEL)     | Robert Zimmermann (SUI) |
| 7ª    | 11 d'agost | Lugano - Rorschach | 312,5 | Joseph Somers (BEL)     | Robert Zimmermann (SUI) |
| 8ª    | 12 d'agost | Rorschach - Zúric  | 218,0 | Arsène Mersch (LUX)     | Robert Zimmermann (SUI) |

## Classificació final
|    | Ciclista                | Equip     | Temps       |
| -- | ----------------------- | --------- | ----------- |
| 1  | Robert Zimmermann (SUI) | Suïssa    | 48h 45' 06" |
| 2  | Max Bolliger (SUI)      | Suïssa    | + 29"       |
| 3  | Christophe Didier (LUX) | Luxemburg | + 36"       |
| 4  | Paul Egli (SUI)         | Suïssa    | + 1' 23"    |
| 5  | Walter Diggelmann (SUI) | Suïssa    | + 16' 17"   |
| 6  | Michele Benente (ITA)   | Itàlia    | + 17' 31"   |
| 7  | Karl Litschi (SUI)      | Suïssa    | + 20' 19"   |
| 8  | Settimio Simonini (ITA) | Itàlia    | + 20' 22"   |
| 9  | Robert Lang (SUI)       | Suïssa    | + 21' 50"   |
| 10 | Leo Amberg (SUI)        | Suïssa    | + 22' 55"   |